# Хиомара
Хиомара (IV—III вв до н. э.) — женщина из племени галатов, жена вождя тектосагов Ортиагонта. О Хиомаре известно из рассказа Тита Ливия, который, в свою очередь, позаимствовал его у греческого историка Полибия (рассказ не сохранился).

## История
В 189 г. до н. э. римский консул Гней Манлий Вульсон в ходе Сирийской войны вторгся в Галатию и разбил в сражении племя тектосагов. Римлянами была захвачена богатая добыча, в том числе много пленниц. Одному из римских центурионов в награду досталась Хиомара, жена Ортиагонта, вождя тектосагов. Не добившись от Хиомары добровольного согласия на близость, римлянин изнасиловал её, а затем согласился освободить её за весьма значительную сумму — талант золота.
Во время обмена один из галатов по знаку Хиомары убил центуриона и отсёк ему голову. Вернувшись к мужу, Хиомара бросила голову римлянина ему под ноги как доказательство своей верности.
Тит Ливий сообщает, что и дальнейшая жизнь Хиомары была добродетельной и незапятнанной. Плутарх включил историю Хиомары в свой сборник рассказов о женской доблести.